# David Byrne
|  | For den irske advokat og politiker, se David Byrne (politiker) |
David Byrne (født 14. maj 1952 i Dumbarton, Skotland) er en sanger og sangskriver, der er opvokset i USA. Tidligere medlem af New Wave/rock bandet Talking Heads.

## Diskografi
- Rei Momo (Luaka Bop/Sire, 1989)
- The Forest (Luaka Bop/Warner Bros., 1991)
- Uh-Oh (Luaka Bop/Warner Bros., 1992)
- David Byrne (Luaka Bop/Warner Bros., 1994)
- Feelings (Luaka Bop/Warner Bros., 1997)
- In Spite of Wishing and Wanting (1999)
- Look into the Eyeball (Virgin, 2001)
- Grown Backwards (Nonesuch, 2004)
- Everything That Happens Will Happen Today (2008, Brian Eno)
- Big Love: Hymnal (2008)
- Here Lies Love (2010)